# Melodifestivalen 1974
Das Melodifestivalen 1974 war der schwedische Vorentscheid für den Eurovision Song Contest 1974 in Brighton (Vereinigtes Königreich). Es war die 15. Ausgabe des von der öffentlich-rechtlichen Rundfunkanstalt Sveriges Radio veranstalteten Wettbewerbs. Die international erfolgreiche Popgruppe ABBA konnte den Wettbewerb mit ihrem Lied Waterloo gewinnen. Für sie war der Sieg beim Melodifestivalen und der nachfolgende Sieg beim Eurovision Song Contest, der zeitgleich den ersten Sieg Schwedens beim Contest darstellt, der Start in eine internationale Karriere.

## Format

### Konzept
Nach Kritik am Vorjahreskonzept, in dem eine Expertenjury den Gewinner auswählte, führte man wieder Jurygruppen ein. Neben Experten waren in den elf Gruppen erstmalig auch Bürger vertreten. Jede Jurygruppe bestand dabei aus 15 Personen im Alter von 16 bis 60 Jahren. Als Bewertungsgrundlage bestimmte jeder Juror seine drei Lieblingsbeiträge, die mit je drei (für den 1. Platz), zwei (für den 2. Platz) Punkten bzw. einem Punkt (für den 3. Platz) prämiert wurden. Alle übrigen Beiträge erhielten keine Punkte. Jedes Jurorenergebnis floss unverändert in die Wertung der jeweiligen Jury ein. Eine Jury vergab damit insgesamt 90 Punkte.

### Beitragswahl
Wie im Vorjahr lud Sveriges Radio vorab Komponisten ein, die die Beiträge für die zehn Interpreten schrieben. Im Rahmen der Fernsehsendung Sveriges Magasin wurden alle Beiträge, einige Wochen vor dem Wettbewerb, vorgestellt. Die Lieder wurden dabei vom Gesangsquartett Ajax, bestehend aus Beverly Glen, Peter Lundblad, Karin Stigmark und Göran Wiklund live vorgestellt. Am Abend selbst bildete das Quartett den Backgroundgesang.

## Teilnehmer

### Zurückkehrende Interpreten
Von den zehn Interpreten waren sieben Rückkehrer zum Wettbewerb. Bemerkenswert ist die Teilnahme von Östen Warnerbring, der bereits zuvor sechs Mal am Melodifestivalen teilnahm und 1967 gewann. Seine Teilnahme 1974 war zudem seine letzte. Als weiterer Gewinner kehrte Göran Fristorp, Mitglied der Vorjahressieger Nova, zurück. Fristorp war als Sänger gleich mit zwei Beiträgen am Wettbewerb beteiligt, ein Novum, das es zuvor viele Jahre beim Wettbewerb nicht gab.
| Interpret         | Vorheriges Teilnahmejahr                                                                         |
| ----------------- | ------------------------------------------------------------------------------------------------ |
| ABBA              | 1969 (als Solokünstlerin; nur Anni-Frid Lyngstad), 1973 (als Björn & Benny, Agnetha & Anni-Frid) |
| Glenmarks         | 1973                                                                                             |
| Göran Fristorp    | 1973 (als Teil des Duos Nova)                                                                    |
| Inger Öst         | 1969                                                                                             |
| Lasse Berghagen   | 1973                                                                                             |
| Sylvia Vrethammar | 1971, 1972                                                                                       |
| Östen Warnerbring | 1959, 1960, 1962, 1967, 1968 (im Duett mit Svante Thuresson), 1972                               |

*Fett-markierte Teilnahmejahre stehen für Sieger des Melodifestivalen.

### Dirigenten
Für sechs der zehn Beiträge fungierte Lars Samuelson als Dirigent. Bei vier Beiträgen waren andere Dirigenten leitend, in der Startreihenfolge der Beiträge:
- Mats Olson beim Beitrag von Lena Ericsson
- Sven-Olof Walldoff (in einem Napoleon-Kostüm) beim Beitrag von ABBA
- Lars Bagge beim Auftritt von Sylvia Vrethammar & Göran Fristorp
- Bengt-Arne Wallin beim Auftritt von Glenmarks

## Finale

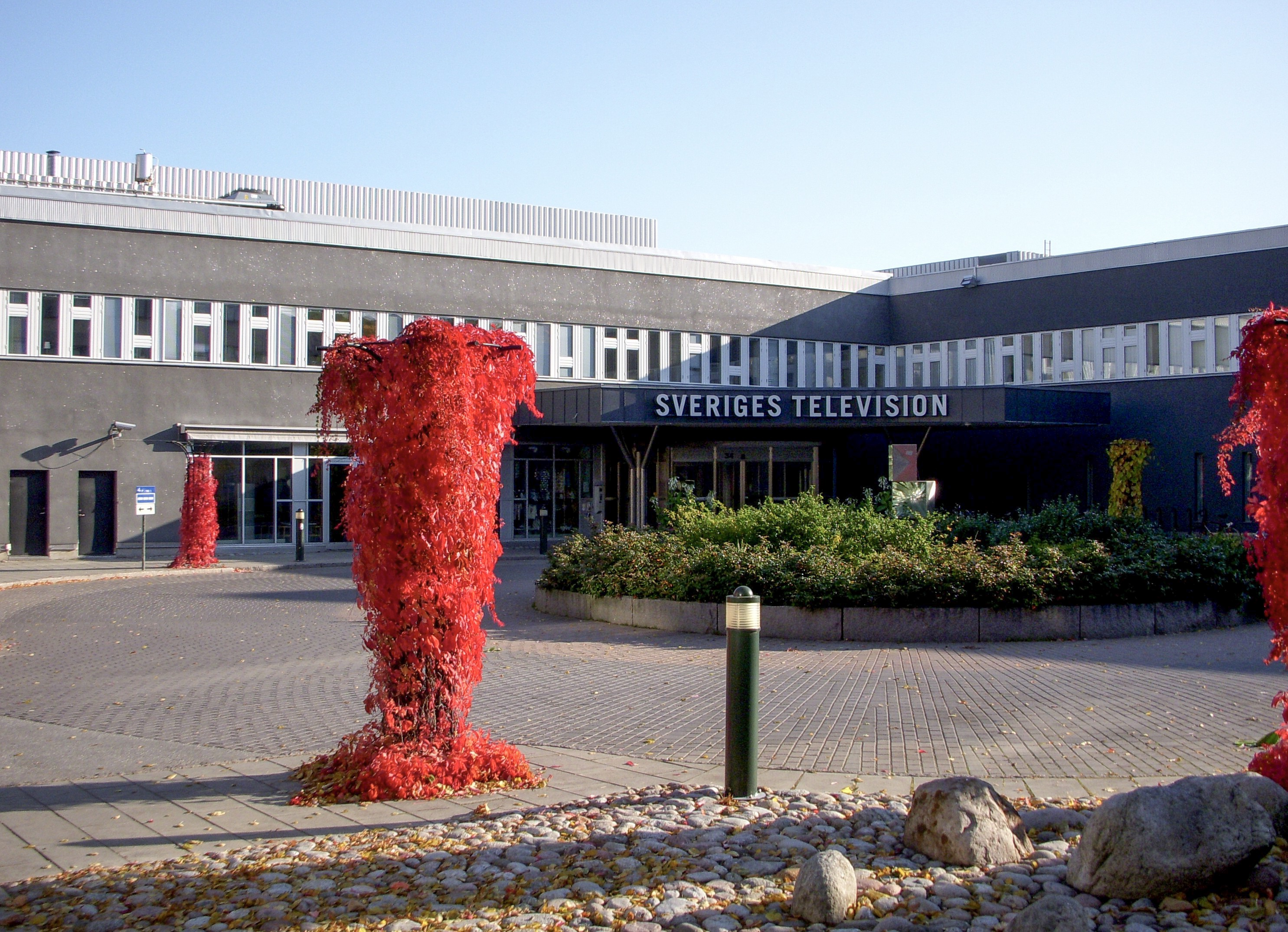
Der Eingang zum Gebäudekomplex TV-huset in Stockholm, von der Oxenstiernsgatan aus gesehen, im September 2008

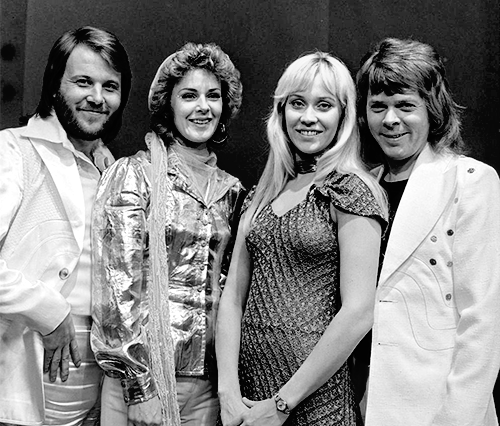
Die schwedische Popgruppe ABBA (hier im Jahr 1974) gewann das Finale

Das Finale fand am 9. Februar 1974 in Studio 1 des TV-huset in Stockholm statt. Als Gastgeber fungierte Johan Sandström.
| Platz | Startnr. | Interpret                          | Lied Musik (M) und Text (T)                                       | Übersetzung (inoffiziell)       | Luleå | Falun | Karlstad | Götebro | Umeå | Örebro | Norrköping | Malmö | Sundsvall | Vaxjö | Stockholm | Gesamt |     |   |      |                                                                 |   |    |    |    |    |    |    |    |    |    |    |    |     |
| --- | -------- | ---------------------------------- | ----------------------------------------------------------------- | ------------------------------- | ----- | ----- | -------- | ------- | ---- | ------ | ---------- | ----- | --------- | ----- | --------- | ------ | --- | - | ---- | --------------------------------------------------------------- | - | -- | -- | -- | -- | -- | -- | -- | -- | -- | -- | -- | --- |
| Platz | Startnr. | Interpret                          | Lied Musik (M) und Text (T)                                       | Übersetzung (inoffiziell)       | Luleå | Falun | Karlstad | Götebro | Umeå | Örebro | Norrköping | Malmö | Sundsvall | Vaxjö | Stockholm | Gesamt | 01. | 5 | ABBA | Waterloo M: Benny Andersson, Björn Ulvaeus, T: Stikkan Anderson | – | 26 | 27 | 24 | 35 | 41 | 26 | 34 | 16 | 32 | 24 | 17 | 302 |
| 02. | 6        | Lasse Berghagen                    | Min kärlekssång till dig M/T: Lasse Berghagen                     | Mein Liebeslied an dich         | 26    | 21    | 20       | 25      | 17   | 18     | 12         | 14    | 22        | 18    | 18        | 211    |     |   |      |                                                                 |   |    |    |    |    |    |    |    |    |    |    |    |     |
| 03. | 1        | Lena Ericsson                      | En enda jord M/T: Håkan Elmquist                                  | Eine einzige Erde               | 10    | 20    | 15       | 6       | 11   | 10     | 30         | 21    | 15        | 24    | 23        | 185    |     |   |      |                                                                 |   |    |    |    |    |    |    |    |    |    |    |    |     |
| 04. | 4        | Titti Sjöblom                      | Fröken Ur sång M/T: Torgny Söderberg                              | Lied der Frau Uhr               | 12    | 18    | 19       | 14      | 14   | 20     | 10         | 12    | 7         | 15    | 7         | 148    |     |   |      |                                                                 |   |    |    |    |    |    |    |    |    |    |    |    |     |
| 05. | 7        | Inger Öst                          | En grön dröm om mig M: Bo Sylvén, T: Bitte Carlgren, Bo Carlgren  | Ein grüner Traum von mir        | 2     | 1     | 9        | 3       | 4    | 9      | 4          | 11    | 9         | 3     | 6         | 61     |     |   |      |                                                                 |   |    |    |    |    |    |    |    |    |    |    |    |     |
| 06. | 8        | Sylvia Vrethammar & Göran Fristorp | En dröm är en dröm M: Lars Färnlöf, Curt Peterson, T: Lars Bagge  | Ein Traum ist ein Traum         | 1     | –     | –        | 5       | –    | 1      | –          | 9     | 3         | 4     | 8         | 31     |     |   |      |                                                                 |   |    |    |    |    |    |    |    |    |    |    |    |     |
| 07. | 3        | Göran Fristorp                     | Jag minns dej nog M: Georg Riedel, T: Stig „Slas“ Claesson        | Ich erinnere mich an dich genug | 7     | –     | –        | 1       | –    | 2      | –          | –     | –         | –     | 6         | 16     |     |   |      |                                                                 |   |    |    |    |    |    |    |    |    |    |    |    |     |
| 08. | 10       | Glenmarks                          | I annorlunda land M: Bengt-Arne Wallin, T: Anja Notini-Wallin     | In einem anderen Land           | 1     | 3     | 1        | 1       | –    | –      | –          | 3     | 1         | 2     | 3         | 15     |     |   |      |                                                                 |   |    |    |    |    |    |    |    |    |    |    |    |     |
| 09. | 9        | Lena Bergqvist                     | Den sista sommar'n av mitt liv M: Björn Isfält, T: Lena Bergqvist | Der letzte Sommer meines Lebens | –     | –     | 2        | –       | 3    | 4      | –          | –     | –         | –     | 2         | 11     |     |   |      |                                                                 |   |    |    |    |    |    |    |    |    |    |    |    |     |
| 10. | 2        | Östen Warnerbring                  | En mysig vals M: Bengt Hallberg, T: Östen Warnerbring             | Ein gemütlicher Walzer          | 5     | –     | –        | –       | –    | –      | –          | 4     | 1         | –     | –         | 10     |     |   |      |                                                                 |   |    |    |    |    |    |    |    |    |    |    |    |     |
| Jury-Punktesprecher |          |                                    |                                                                   |                                 |       |       |          |         |      |        |            |       |           |       |           |        |     |   |      |                                                                 |   |    |    |    |    |    |    |    |    |    |    |    |     |
| - Luleå – Åse Guldbrandsen - Falun – Lars Ramsten - Karlstad – Ulf Schenkmanis - Göteborg – Kåge Sigurth - Umeå – Gösta Dahlgren - Örebro – Maud Nylin - Norrköping – Larz-Thure Ljungdahl - Malmö – Bengt Grafström - Sundsvall – Johan Segerstedt - Växjö – Sven-Olof Olsson - Stockholm – Göran Gustafsson |          |                                    |                                                                   |                                 |       |       |          |         |      |        |            |       |           |       |           |        |     |   |      |                                                                 |   |    |    |    |    |    |    |    |    |    |    |    |     |